# Kepler-35
Kepler-35 è una stella binaria nella costellazione del Cigno distante 5400 anni luce dal sistema solare. Nel gennaio del 2012 è stata annunciata la scoperta di un pianeta circumbinario orbitante attorno alle 2 stelle, Kepler-35 (AB)b.

## Caratteristiche
Le 2 stelle ruotano una attorno all'altra in un periodo di 21 giorni, sono nane gialle poco meno grandi del Sole, Kepler-35 A ha una massa dell'89%, un raggio di 1,03 ed una temperatura di 5600 K, mentre Kepler-35 B ha una massa dell'81% ed un raggio 0,79 volte quello solare.

## Pianeta
Il pianeta, dell'ordine di grandezza di Saturno, orbita in 131 giorni attorno ad entrambe le stelle, con un semiasse maggiore di 0,6 U.A., troppo caldo per essere potenzialmente abitabile; la cosiddetta zona abitabile attorno alle due stelle si estende infatti da 1,16 a 2 UA.

## Prospetto del sistema planetario
| Pianeta | Tipo            | Massa    | Raggio  | Periodo orb.   | Sem. maggiore | Eccentricità | Scoperta |
| ------- | --------------- | -------- | ------- | -------------- | ------------- | ------------ | -------- |
| b       | Gigante gassoso | 0,127 MJ | 0,73 RJ | 131,458 giorni | 0.60347 UA    | 0,042        | 2012     |